# Marcos Abraham Freiberg
Marcos Abraham Freiberg, född 23 april 1911 i Buenos Aires, död 19 augusti 1990 i San Francisco, var en argentinsk zoolog och herpetolog.
Auktorsnamnet Freiberg kan användas för Marcos Abraham Freiberg i samband med ett vetenskapligt namn inom zoologin; se Wikipedia-artiklar som länkar till auktorsnamnet.

## Publikationer i urval
- 1990 – Bilingual dictionary of dental terms: Spanish-English. Ism Press ISBN 0910383227
- 1984 – El mundo de los ofidios. Albatross Books
- 1982 – Snakes of South America. TFH Publications ISBN 0876669127
- 1982 – Manual de ecología argentina. Cesarini Hnos
- 1981 – Turtles of South America. TFH Publications ISBN 0876669135
- 1977 – El mundo de los saurios, Albatross Books
- 1977 – Sammman med Roger Conant Wood. Redescription of Notoemys laticentralis, the Oldest Fossil Turtle from South America. Acta geologica lilloana, vol. 13 & 16. Fundación Miguel Lillo
- 1976 – El mundo de los animales prehistóricos. Albatross Books
- 1976 – El mundo de los animales venenosos. Albatross Books
- 1975 – Los anfibios: la rana y su crianza. Albatross Books
- 1973 – El mundo de las aves: el volar es para los pájaros. Albatross Books
- 1971 – El mundo de las tortugas. Albatross Books
- 1970 – El mundo de los ofidios. Albatross Books
- 1954 – Vida de batracios y reptiles sudamericanos. Cesarini
- 1945 – Contribución al conocimiento de la biología de Alabama argillacea (Hübner): oruga de la hoja- plaga del algodonero. Instituto de sanidad vegental
- 1943 – Enumeración sistemática de las aves de Entre Ríos y lista de los ejemplares que las representan en el Museo de Entre Ríos. Memorias del Museo de Entre Ríos 21
- 1939 – Enumeración sistemática de los reptiles de Entre Ríos y lista de los ejemplares que los representan en el Museo de Entre Ríos. Memorias del Museo de Entre Ríos 11. Museo de Entre Ríos
- 1938 – Catálogo sistemático y descriptivo de las tortugas argentinas. Memorias del Museo de Entre Ríos 9. El Museo